# Wielkopolska Wytwórnia Samolotów Samolot
Wielkopolska Wytwórnia Samolotów Samolot – polska wytwórnia lotnicza założona przez Związek Lotników Polskich w 1923 roku w Poznaniu, projektująca i produkująca samoloty w okresie międzywojennym.

## Historia
Bardzo prężnie działający w Wielkopolsce Związek Lotników Polskich, który wśród swoich dokonań miał między innymi stworzenie linii lotniczej "Aero", zaangażował się również w powstanie wytwórni lotniczej. Inicjatorem całego przedsięwzięcia był prezes związku Czesław Wawrzyniak. Dzięki poparciu inicjatywy przez Bank Poznański i Zjednoczenie Producentów Rolnych, otrzymał on odpowiednie wsparcie finansowe. 11 sierpnia 1923 roku utworzono w Poznaniu Spółkę Akcyjną "Samolot". Całkowicie polski kapitał zakładowy wynosił 150 miliardów marek polskich, do dyspozycji firma posiadała jeszcze 600 mld marek. Radę nadzorczą wytwórni tworzyli Stefan Piechocki, pełniący funkcję prezesa, Kazimierz Nencki, Zygmunt Pluciński, Roman Janta-Połczyński, Wacław Twarowski i Tadeusz Szmyt. Pierwszym naczelnym dyrektorem został inżynier Piotr Tułacz. Początkowo wytwórnia, której uroczyste otwarcie miało miejsce 27 kwietnia 1924 roku, mieściła się w hangarze o powierzchni 300 m² na lotnisku Ławica. Bardzo szybko jednak przystąpiono do rozbudowy firmy, budując na przylegającym do lotniska terenie halę produkcyjną, pomieszczenia biurowe i magazyny. Utworzono biuro konstrukcyjne, na czele którego stanął inżynier Ryszard Bartel. W biurze zatrudnieni byli również między innymi Zygmunt Nowakowski, Stefan Kazanecki, Józef Medwecki, Antoni Jankowski i Piotr Tułacz. Rok po uroczystym otwarciu spółka zatrudniała około 200 pracowników fizycznych i drugie tyle umysłowych. Bardzo szybko, bo już w 1924 roku, uruchomiono licencyjną produkcję francuskiego samolotu szkolnego Hanriot H.28 dla polskiego lotnictwa wojskowego. Pierwszy samolot został oblatany 22 lutego 1925 roku, łącznie zbudowano ich 120. Zbudowano następnie 80 licencyjnych samolotów szkolno-treningowych Hanriot H.19. 
Obok produkcji maszyn licencyjnych, wytwórnia rozpoczęła prace konstrukcyjne nad rodzimym samolotem. 24 lipca 1926 roku oblatany został Sp-1, którego konstruktorem był inżynier Piotr Tułacz. Był to jednomiejscowy górnopłat, który miał stanowić wstęp do przyszłej produkcji maszyn myśliwskich. Pomimo dobrych ocen samolotu, nie wszedł on do produkcji seryjnej z powodu braku zamówień. W 1927 roku wytwórnia rozpoczęła produkcję samolotów konstrukcji Ryszarda Bartela. Były to maszyny szkolne o prostej i solidnej konstrukcji, poprawne w pilotażu, wybaczające błędy młodym pilotom. W samolotach BM-4 i BM-5 można było zastosować różne typy silnika w zależności od potrzeb zamawiającego. W latach 1928–1930 samoloty te były pierwszymi maszynami szkolnymi wykorzystywanymi w Szkole Podchorążych Lotnictwa w Dęblinie. W 1928 roku w Wytwórni został zbudowany samolot O-2 konstrukcji Michała Offierskiego.
Lata 1925–1929 to również złoty okres w historii wytwórni, rocznie produkowano wówczas około 100 maszyn. Oprócz samolotów szkolnych budowano również maszyny sportowe konstrukcji inżynierów Józefa Medweckiego i Zygmunta Nowakowskiego, MN-3, MN-4 i MN-5. 
12 września 1929 roku w wytwórni wybuchł pożar, którego przyczyny nie udało się ustalić. Zniszczeniu uległy hale fabryczne, 10 gotowych samolotów oraz nowo sprowadzone urządzenia do produkcji. Straty były tym poważniejsze, że część urządzeń nie była ubezpieczona. Dzięki wysiłkowi całej załogi, po trzech miesiącach udało się odbudować wytwórnię. Niestety, narastający kryzys gospodarczy i spowodowane pożarem wydatki zmusiły właścicieli do zamknięcia zakładów. Ostatnim zaprojektowanym w Poznaniu samolotem był treningowy BM-6, który nie zdążył już wejść do produkcji seryjnej. Oficjalnie wytwórnia zakończyła działalność w marcu 1931 roku.
Wybrane konstrukcje:
- Sp-I – doświadczalny samolot myśliwski
- Bartel BM-1 "Maryla" – projekt samolotu myśliwskiego
- Bartel BM-2 – samolot szkolny (zbudowano tylko prototyp)
- Bartel BM-3
- Bartel BM-4 – samolot szkolny
- Bartel BM-5 – samolot treningowy
- Bartel BM-6 – samolot myśliwski
- HL-2 "Haroldek"
- MN-2
- MN-3
- MN-4
- MN-5
- O-2

W latach 1927–1929 wytwórnia wytwarzała także karoserie samochodowe, głównie autobusów, samochodów Ford A30 i luksusowych limuzyn na importowanych podwoziach